# Chiu Ho-san
Chiu Ho-san, né le 15 décembre 1993, est un coureur cycliste hongkongais.

## Biographie
En septembre 2018, il participe aux championnats du monde sur route chez les élites. 

## Palmarès et résultats

### Palmarès par année
- 2016
  - 3e du championnat de Hong Kong sur route espoirs

### Classements mondiaux
| Année         | 2016 | 2017 |
| ------------- | ---- | ---- |
| UCI Asia Tour | 299e | 572e |